# Poeciloderrhis paulistensis
Poeciloderrhis paulistensis är en kackerlacksart som beskrevs av Guilherme A.M.Lopes och de Oliveira 2006. Poeciloderrhis paulistensis ingår i släktet Poeciloderrhis och familjen jättekackerlackor. Inga underarter finns listade i Catalogue of Life.